# 津田弘孝
津田 弘孝（つだ ひろたか、1906年9月17日 - 1987年12月14日）は、日本の経営者。

## 来歴・人物
東京都出身。1929年に高文行政科に合格し、1930年に東京帝国大学法学部法律学科を卒業し、同年に鉄道省に入省し、1956年11月までに日本国有鉄道で勤務。1957年1月に日本交通公社(現在のJTB)理事に就任し、1963年11月に副社長を経て、1970年5月に社長に就任した。1976年6月に会長に就任し、1982年6月から取締役相談役を務めた
1977年4月に勲二等瑞宝章を受章した。
1987年12月14日、心不全のために死去。81歳没。